# Parafia Świętego Krzyża w Kalinówce
Parafia Świętego Krzyża w Kalinówce – parafia rzymskokatolicka znajdująca się w dekanacie Sitaniec, w diecezji zamojsko-lubaczowskiej. 
Parafia została erygowana w dniu 4 sierpnia 1919 roku, dekretem bpa Mariana Fulmana.
Do parafii należą wierni z następujących miejscowości: Huszczka Mała, Kalinówka, Pańska Dolina, Sulmice, Wiszenki-Kolonia, Wiszenki, Zabytów.
Liczba mieszkańców: 800.